# Tania Young
Pour les articles homonymes, voir Young.
Tania Brandenburg dite Tania Young, née le 14 octobre 1977 à Hossegor (Landes), est une animatrice de télévision française.

## Biographie
Après des études secondaires au collège Jean-Rostand (Capbreton), puis au lycée Gaston-Fébus d'Orthez (option théâtre), elle poursuit ses études à Toulouse et est diplômée de l'École de journalisme de Toulouse en 2000.

### Animation

#### Bulletins météo
En mai et juin 2001, elle anime la météo de Nulle Part Ailleurs sur Canal+. Elle est ainsi la dernière miss météo de l'émission.
De juillet 2005 à février 2008, elle présente les bulletins météo de la chaîne d'information i>Télé, du groupe Canal+, ainsi que des chroniques sur les médias et la consommation, ou encore le journal des sports.
En mars 2008, elle rejoint France 2 pour présenter les bulletins météo de la chaîne du groupe France Télévisions en succédant à Patrice Drevet. Elle quitte le service météo en 2011 avant de le réintégrer en 2014 jusqu'en 2016. Pendant l'été 2019, elle présente de nouveau la météo de France 2.

#### Animation d'émissions
Pendant l'été 2008, elle anime le jeu Le 4e duel chaque samedi et chaque dimanche à 19 h sur France 2,. À partir d'octobre 2008, toujours sur France 2, elle anime avec Jamy Gourmaud plusieurs numéros d'Incroyables Expériences, émission consacrée aux expériences scientifiques,. Durant le printemps et l'été 2010, sur France 4, elle participe, en tant que chroniqueuse, à l'émission musicale Louise contre-attaque animée par Louise Ekland.
En mars 2010, dans le documentaire le Jeu de la mort diffusé sur France 2, Tania Young anime un faux jeu télévisé appliquant l'expérience de Milgram sur la soumission à l'autorité à la télévision : des candidates et des candidats sont incitées par l'animatrice à envoyer des chocs électriques à une autre personne (en fait un comédien simulant la douleur),. En août 2010, elle coprésente avec Christophe Guyomard La nuit interceltique sur France 3 lors du festival interceltique de Lorient. 
Mi-septembre 2010, elle fait ses débuts à la radio en tant qu'animatrice sur SNCF La Radio, webradio d'info trafic et propriété de la SNCF. En novembre et en décembre 2010, elle anime sur France 3 deux épisodes de l'émission de divertissement Les imitateurs font leur show,. En décembre 2010, elle coanime également sur France 2 et France 3 des émissions du Téléthon, avec Sophie Davant, Olivier Minne et Cyril Hanouna.
En janvier 2011, elle remplace Patricia Loison à la présentation du magazine Faut pas rêver sur France 3. Le groupe France Télévisions souhaitant que chaque visage soit clairement associé à une seule de ses chaînes, elle abandonne ses activités sur France 2, en particulier la météo, présentée par la suite par Philippe Verdier, et continue Faut pas rêver en enchaînant avec d'autres programmes sur la même chaîne. En mai 2014, après plus de trois ans de présentation, Tania Young annonce vouloir arrêter l'animation de l'émission. En juillet 2014, elle réintègre le service météo de France 2.
Depuis mars 2016, elle anime tous les quinze jours la rubrique « Partir »  dans l'émission Télématin.
Depuis décembre 2019 ou janvier 2020, elle est maman de son premier enfant, prénommé Raoul.